# Meteoro (2007)
Meteoro é um filme de 2007, do gênero drama, com produção do Brasil, de Porto Rico e da Venezuela.
O roteiro e a direção do filme ficaram ao encargo do diretor porto-riquenho Diego de la Texera. O filme foi distribuído pela Imovision e teve seu lançamento no Brasil em 22 de junho de 2007.
A trilha sonora é de autoria de Lui Coimbra e Marcos Suzano. O figurino foi assinado por Yamê Reis.

## Sinopse
No início da década de 1960, durante o período desenvolvimentista iniciado por Juscelino Kubitschek, uma equipe de trabalhadores é contratada para a construção da estrada federal Brasília-Fortaleza, unindo a recém-criada capital do Brasil com o Nordeste brasileiro.
Entretanto, com o Golpe Militar de 1964, o grupo de trabalhadores é abandonado à própria sorte pelo governo em pleno sertão baiano. Um grupo de prostitutas, que mensalmente visitava os trabalhadores, também acaba permanecendo no local, após fortes chuvas que destruíram trechos da estrada e impediram a passagem do ônibus que as transportava. Os dois grupos passam por momentos difíceis, sem água e com pouca comida. Até que um meteoro cai do céu e acaba trazendo água. Assim, acaba sendo formada uma nova comunidade, batizada de Meteoro.

## Elenco
- Paula Burlamaqui como Eva
- Daisy Granados como Madame
- Cláudio Marzo como Velho Meirelles
- María Dulce Saldanha como Nova
- Nicolas Trevijano como Pelotudo
- Danielle Ornelas como Maria Conceição
- Leandro Hassum como Gordo
- Lucci Ferreira como Aloísio
- Felipe Kannenberg como Hans
- Iracema Starling como Iracema

## Produção
As filmagens de Meteoro teve duas etapas, sendo que a primeira iniciou-se em 2002 no Vale do Salitre, em Juazeiro, na Bahia, onde o set de filmagens foi integramente construído, e nas Dunas de Mundaú, no Ceará, em 2004. Toda a finalização do filme, incluindo efeitos sonoros, audiovisuais e masterização, foi feita na Argentina.
O longa-metragem participou da mostra "Cinema em Construção", no Festival de San Sebastian. Em 2006, o filme estreou internacionalmente na mostra "Horizontes Latinos", também no mesmo festival. Em novembro de 2006, participou do Puerto Rico Cinemafest, pelo qual ganhou o prêmio de Melhor Filme pelo Júri Popular. Em fevereiro de 2007, participou do Festival Internacional de Cinema de Santo Domingo, na República Dominicana, que teve como tema nessa edição “A Música no Cinema”. Neste festival, o filme recebeu o prêmio de Melhor Trilha Sonora.
No ano de 2008, foi nomeado para o Prêmio Contigo! de Cinema na categoria de Melhor Figurino, concorrendo Yamê Reis.